# Milvius-hídi csata
A Milvius-hídi csata (latin: Proelium pontis Milvii) i. sz. 312. október 28-án zajlott le a Rómához a via Flaminián érkező Nagy Konstantin és a Rómát védő Maxentius között. A csata sorsdöntő volt a kereszténység számára.

## Előzmény
A római birodalmat ekkor négy egyenlő jogokkal rendelkező uralkodó (tetrarchia) vezette. Egyikük Konstantin édesapja, Constantinus Chlorus volt. Apja azonban lemondott uralkodási jogáról, és fiára hagyta Britannia, Germánia és Gallia tartományok vezetését. 306-ban az apa meghalt, és Nagy Konstantin légiói önhatalmúlag augustusszá (vagyis egyeduralkodóvá) kiáltották ki őt, amikor Eboracumban, a mai Yorkban állomásozott.

## A csata előtt
312 nyarán a Róma felé közeledő Konstantinusnak behódolt Milánó, Verona, Modena és Ravenna, és októberben a sereg a Tiberishez érkezett. Ekkor Rómában a váratlan szárazság miatt éhínség tört ki. Maxentius az ostromra készülve jelentős gabonakészletet halmozott fel a városban. Lactantius szerint a csata előtti napokban elégedetlenség tört ki, gyávasággal vádolták Maxentiust, és éltették a közelgő Constantinust. Maxentius úgy döntött, hogy Konstantin elé megy.
Konstantin különös jelet kap.

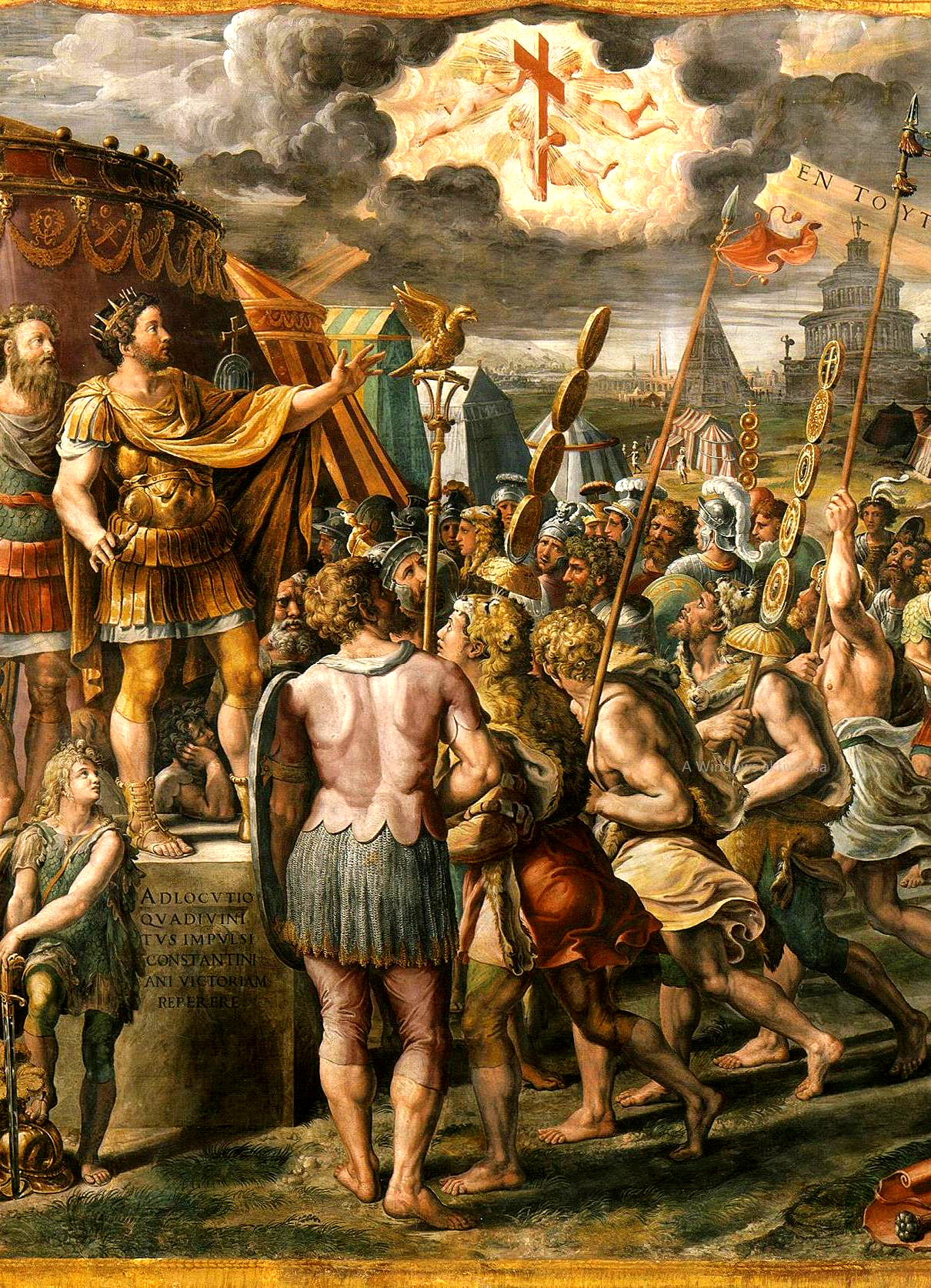
„In hoc signo vinces”

A korabeli tudósítók megoszlanak abban, hogy az égi jelet Konstantinus Galliában – (Lactintius szerint 317-ben) vagy a csata reggelén (Euszebiosz 337-ben keletkezett elbeszélése alapján) látta-e. Euszebiosz szerint a csata előtti napon, 312. október 27-én a Milvius-hídhoz közeledő Nagy Konstantin különös jelenségre lett figyelmes: 
A napban megjelent egy kereszt és alatta egy írás: „In hoc signo vinces”. (E jelben győzni fogsz).

## A csata lefolyása
Maxentius már kétszer megvédte Rómát úgy, hogy nem vonult a városfalon kívülre. Most használhatatlanná tette a Rómába vezető hidakat, de később – valószínűleg azért, hogy megmutassa bátorságát Róma népének – ponton hidakat építtetett, a Milvius-hídtól északra átkelt a Tiberisen, és felállította a hadseregét a túlparton. Konstantin megkezdte a támadást a lovassággal. Sikerült szétzilálni az ellenség hadrendjét, majd a gyalogosok a vízbe szorították Maxentius katonáit. 

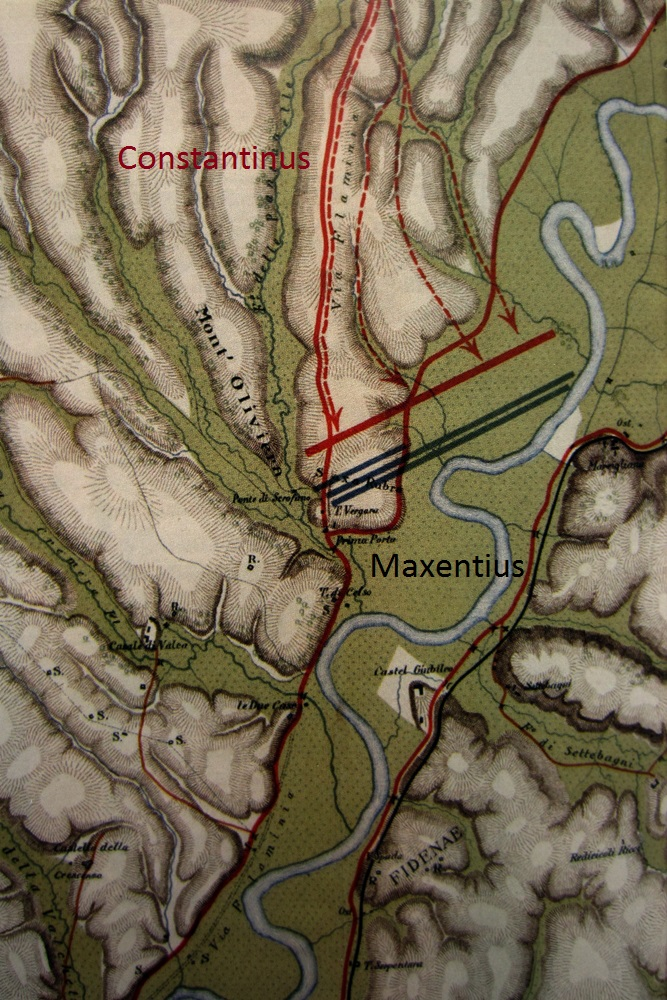
Maxentius serege éppen átkelt a Tiberisen, amikor Constantinus megindította lovassági rohamát. A térkép mutatja Maxentius seregének rendkívül előnytelen helyzetét.

Maxentius serege nem tudott hátrafelé hadműveletet végrehajtani, mert ott a folyó volt. A folyó partszakasza sem lehetett alkalmas csatára, nem beszélve arról, hogy a kanyarulatok még jobban elszigetelték a hadtesteket egymástól, egyik a másiknak nem tudott segíteni hátrálás közben. Így nem tudta kihasználni jelentős létszámfölényét. A földrajzi viszonyok egyáltalán nem kedveztek a hátrálásnak. Maradt a menekülés a pontonhíd felé, amelyet a szerencsésebbek elértek, és elkezdtek átkelni rajta. Azonban, a korabeli beszámoló szerint a rögtönzött híd leszakadt, és elsőként Maxentius császár tűnt el a vízben. Konstantinus a hadseregek vonulására megépített úton vonult, és a magas dombhátról jól belátta a folyómedret, így irányítani is jobban tudott. A lejtőhöz érve a lovasság ellenállhatatlan lendületre kapott.

## A csata következményei
A csata után olyan császár került hatalomra, aki egy év elteltével bevezette a szabad vallásgyakorlást, különös tekintettel a keresztényekre, akiket háromszor is megemlít a milánói rendeletben.
A lateráni városrészben, ott ahol a csata előtt Maxentius állomásozott, Konstantin leromboltatta a laktanyát, és helyére egy bazilikát építtetett, amelyet I. Szilveszter pápa szentelt fel 324-ben.

## Az égi jel és magyarázatai
Lactantius ezt írja: 
"teljesítette a parancsot, és Krisztus jelét a pajzsokra íratta: egy X betűt áthúzva egy I betűvel, melynek felső része meg van hajlítva".

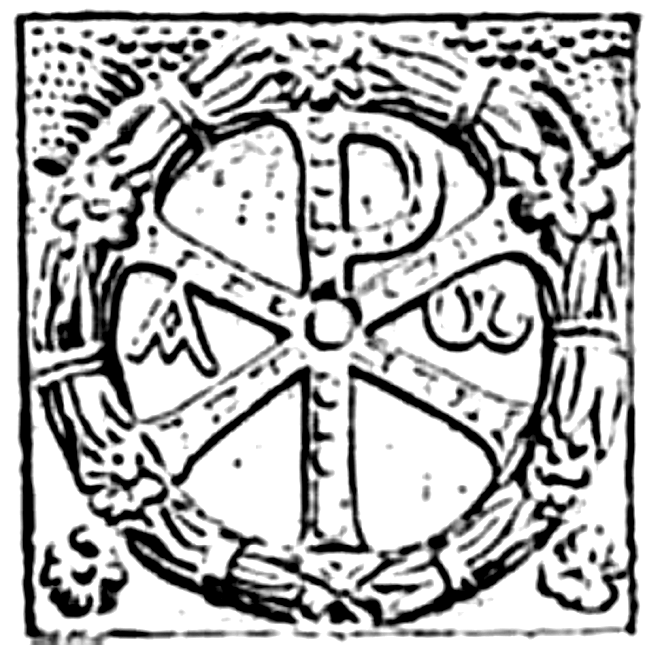
„In hoc signo vinces”, (☧) krisztogram

310-ben még olyan Konstantint ábrázoló pénzeket hoztak forgalomba, amelyeken Sol Invictus , azaz a legyőzhetetlen Nap jelei voltak. Ez Nap-központú monoteizmus volt, amit még Aurelianus római császár tett kötelezővé a 270-es években. Ezért vannak akik ebben a jelben inkább napkultuszt látnak, staurogramot és nem krisztogramot látnak benne, annak ellenére, hogy a két kortárs szerző Krisztussal hozza kapcsolatba a jelenséget. Emellett, a korabeli Constantinus pénzek írás felén a krisztogram van ábrázolva.
Nem tartják valószínűnek, hogy a csata napján varrták fel a jelet a pajzsokra. Arra túl kevés idő lett volna, amúgy is Konstantin kezdte el a harcot.
Egy pogány szónok viszont azt erősíti, hogy a császár látomása már Galliában egy Apolló szentélyben megtörtént.

## Művészi alkotások
- Raffaello Sanzio, Csata a Milvius-hídnál, 1520–24, freskó, Vatikán város, Apostoli palota.
- Peter Paul Rubens, Nagy Konstantin története sorozatból a Milvius-hídi csata, 1623, gobelin, Philadelphia, Museum of Art.
- Charles Le Brun, Csata a Milvius-hídnál, 1666, metszet.
- Gian Lorenzo Bernini, Konstantin látomása, 1670, márvány, Szent Péter-bazilika, Vatikán.
- Girolamo Muziano, Vatikán térképterem mennyezete, freskó.